# 英丽鱼属
英麗魚屬，是條鰭魚綱䲁形目麗魚科下的一個屬。

## 分類
本屬屬於麗魚亞科，目前被認可的種如下：
- 金帶英麗魚 Heros efasciatus
- 顯赫英麗魚 Heros notatus
- 英麗魚 Heros severus
- 似英麗魚 Heros spurius